# Graffen (Adelsgeschlecht)

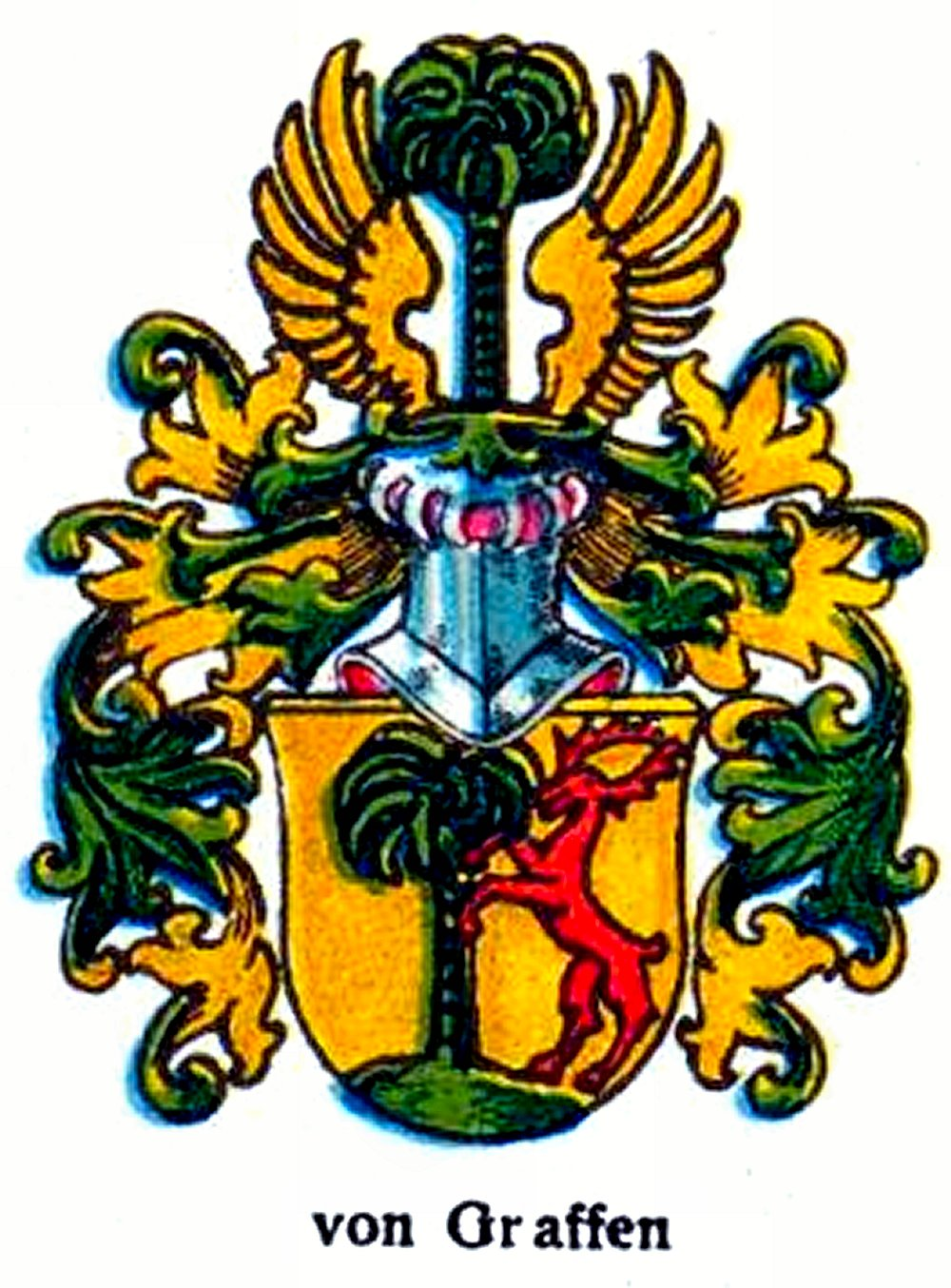
Wappen derer von Graffen

Graffen ist der Name eines deutschen Adelsgeschlechtes.

Johann von Graffen (* um 1615, † 1663)

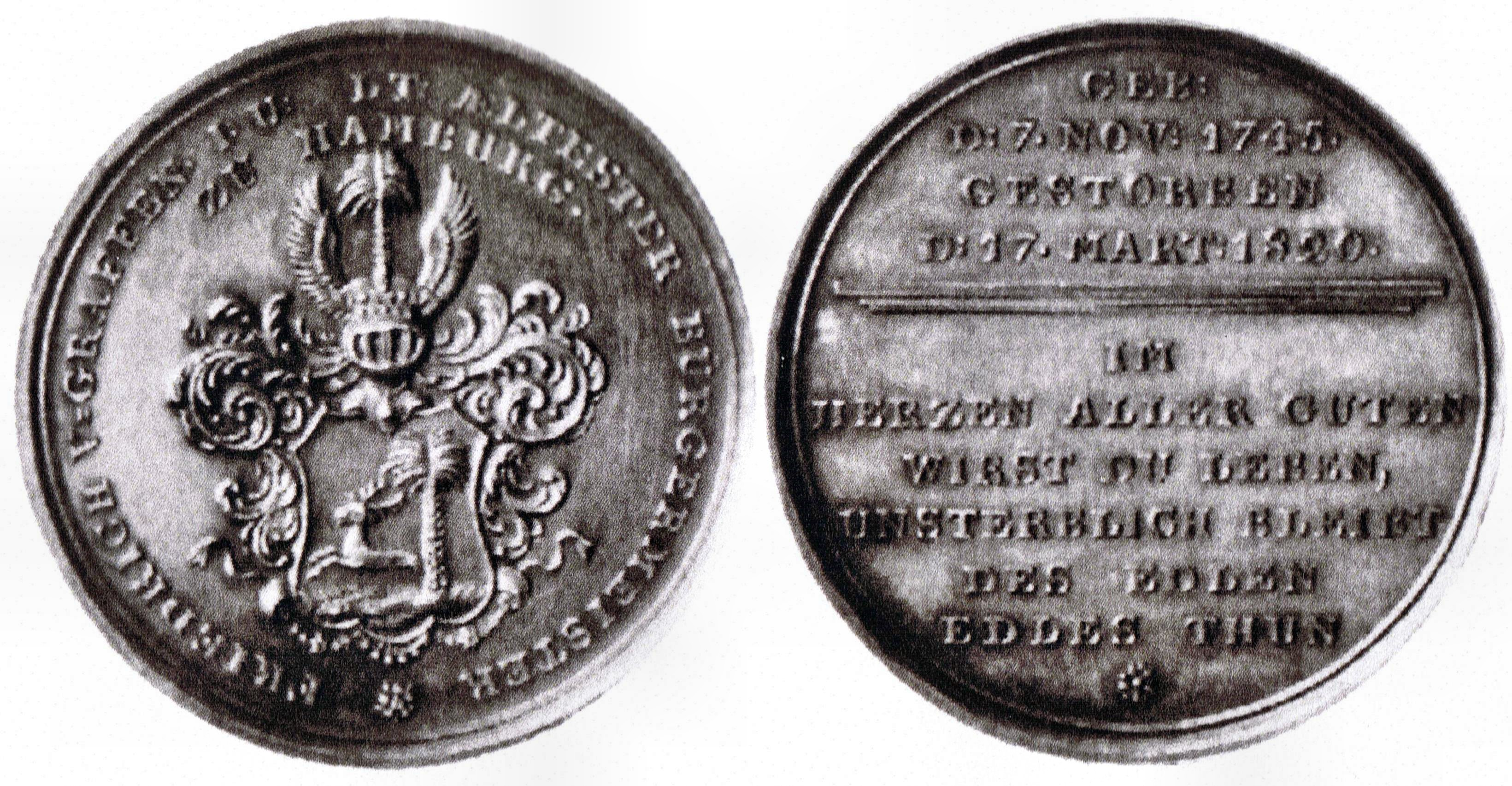
Medaille der Freien und Hansestadt Hamburg anlässlich des Todes von Bürgermeister Friedrich von Graffen (* 7. November 1745, † 17. März 1820) aus dem Jahre 1820

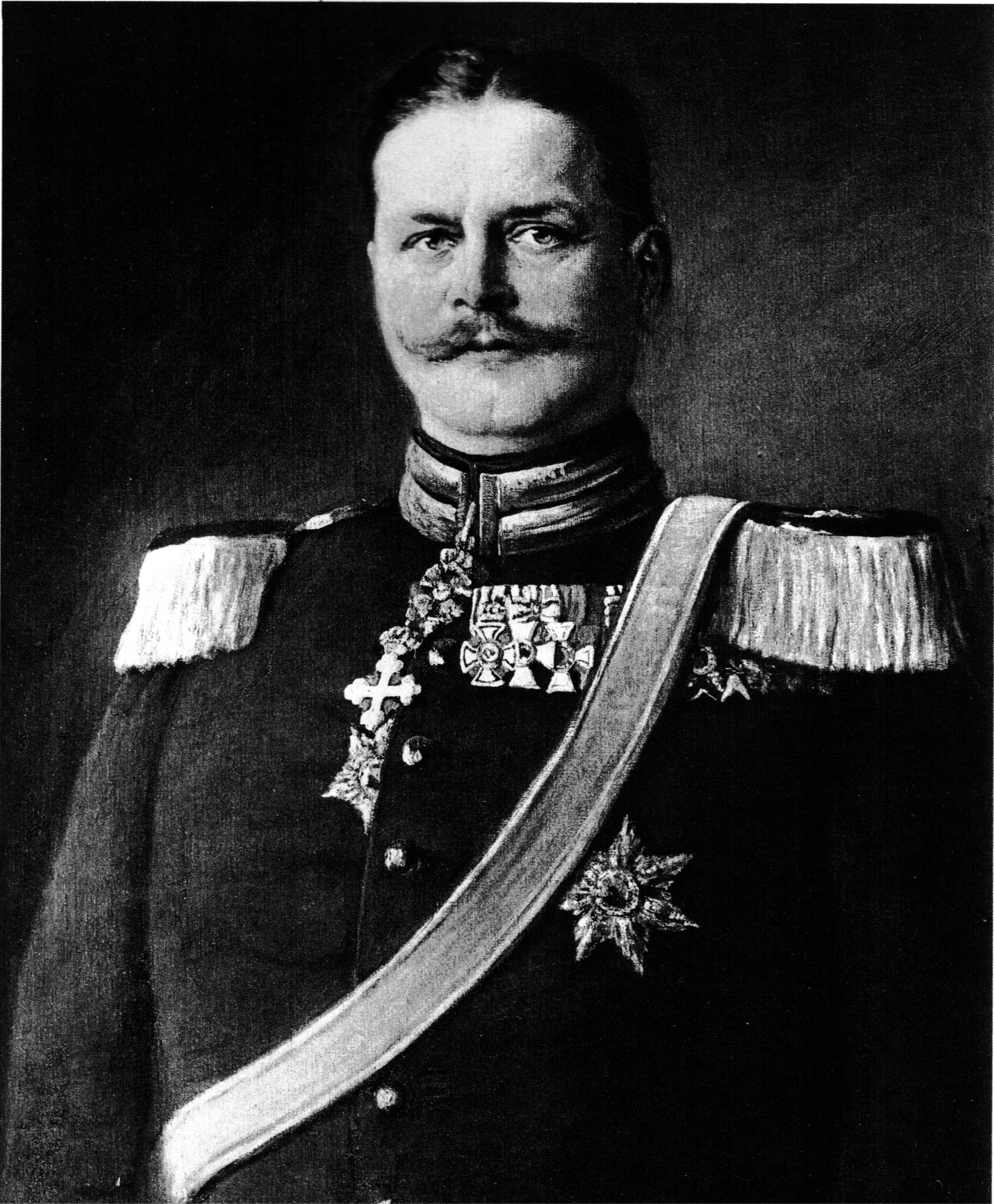
Generalleutnant Adolf von Graffen (* 1851, † 1937)

## Geschichte
Die Familie stammt vermutlich aus Oberösterreich und ist später nach Preußen und Polen gekommen.
Johann von Graffen (* um 1615 in Bergen, † 1663 in Rostock) war Kaiserlicher Rat am Hof zu Wien und kam mit Aufträgen des Kaisers Ferdinand III an den Hof von Herzog Adolf Friedrich I von Mecklenburg-Schwerin. Er gab des Kaisers Dienst auf und wurde Regierungsrat des Herzogs und sein Gesandter in Wien und an anderen Höfen. Aufgrund seiner „Ehrbarkeit, Redlichkeit, adeligen guten Siten, Tugend und Vernunft“ und seiner „angenehmen, getreuen, gehorsamen, willigen und unverdrossenen Dienste“ wurden er und seine „jetzigen und künftigen ehelichen Leiberben und derselben Erbens-Erben Manns- und Weibspersonen“ von Kaiser Leopold I am 5. Juni 1662 „in Ewigkeit in den Stand und Grad des Adels“ erhoben. Er hatte fünf Kinder, der älteste Sohn war Nikolaus.
Nikolaus von Graffen (* um 1659 in Rostock, † 21. April 1713 in Friedrichstadt/Eider) war unter anderem Etatsrat des Herzogs von Schleswig, Staller in Eiderstedt, Vorsitzender Rath im Obergericht zu Schleswig. Er ließ 1708 bis 1709 den Graffen-Koog eindeichen. Zu seinen Kindern gehörten Friedrich, Georg Christian und Carl. Die beiden letzteren dienten in der kursächsischen Armee als Generalmajor und General-Stabs-Sekretär.
Der erste, Friedrich von Graffen (* 19. Juni 1701 in Tönning, † 29. Juli 1773 in Hamburg), war Ratsherr und „Bancoherr“ (Chef der Bank-Deputation), Scholarcha (Schuldezernent) und erster Gerichtsherr (Prätor). Er war verheiratet mit Anna Amsinck (1714–1784), der Tochter von Rudolf Amsinck. Zu ihren Kindern gehörte Friedrich von Graffen.
Friedrich von Graffen (* 7. November 1745 in Hamburg, † 17. März 1820 in Hamburg) war vom 20. November 1801 bis 13. Februar 1811 und vom 18. März 1813 bis 17. März 1820 Bürgermeister von Hamburg. Er wurde 1811 von Kaiser Napoleon I abgesetzt, aber 1813 bis zu seinem Tod 1820 wieder eingesetzt. Besonders hatte er sich 1813/14 um die Wiederherstellung der alten Verfassung verdient gemacht. Nach ihm wurde am 23. Juni 1959 die „Von-Graffen-Straße“ in Hamburg benannt. Er hatte zwei Töchter und vier Söhne: Rudolf, Friedrich, Georg Christoph und Nicolaus.
Georg Christoph von Graffen schrieb 1820 eine Biographie über seinen Vater, die noch im gleichen Jahr erschien.

## Wappen
Das Wappen wurde im Adelsbrief vom 5. Juni 1662 so beschrieben:
„Als Mittelrahmen ist ein gelb oder goldfarbener Schild, in dessen Grund auf einem grünen Rasen gegen die linke Seite zu ein aufrechtstehender buschiger grüner Palmbaum, hinter welchem vorwärts ein bißchen auf die Hälfte seines Leibes hervorspringender Hirsch mit einem auffallenden Geweih. Auf dem Schild aufwärts ein freier, offener, mit einer goldenen Schnur auf anhängendem Kleinod behängter adeliger Turnierhelm, beiderseits mit schwarz und gelben Helmdecken und darüber einer königlichen Krone geziert, auf deren zwischen Zweien mit den Hacksen einwärts gekehrten und umeinander mit Farben also abgeteilten Adlerflügeln, dass deren Hinterunterteil gelb oder goldfarben oben schwarz, Vorderunterteil aber schwarz und oben gelb oder goldfarben ist, der unten im Schild beschriebene grüne Palmbaum erscheint alsdann solch adeliges Wappen und Kleinod in diesem Unserem weißgeschriebenen Brief nebst hernach folgenden vierten Blattseiten gemalt und mit Farben angestrichen ist.“

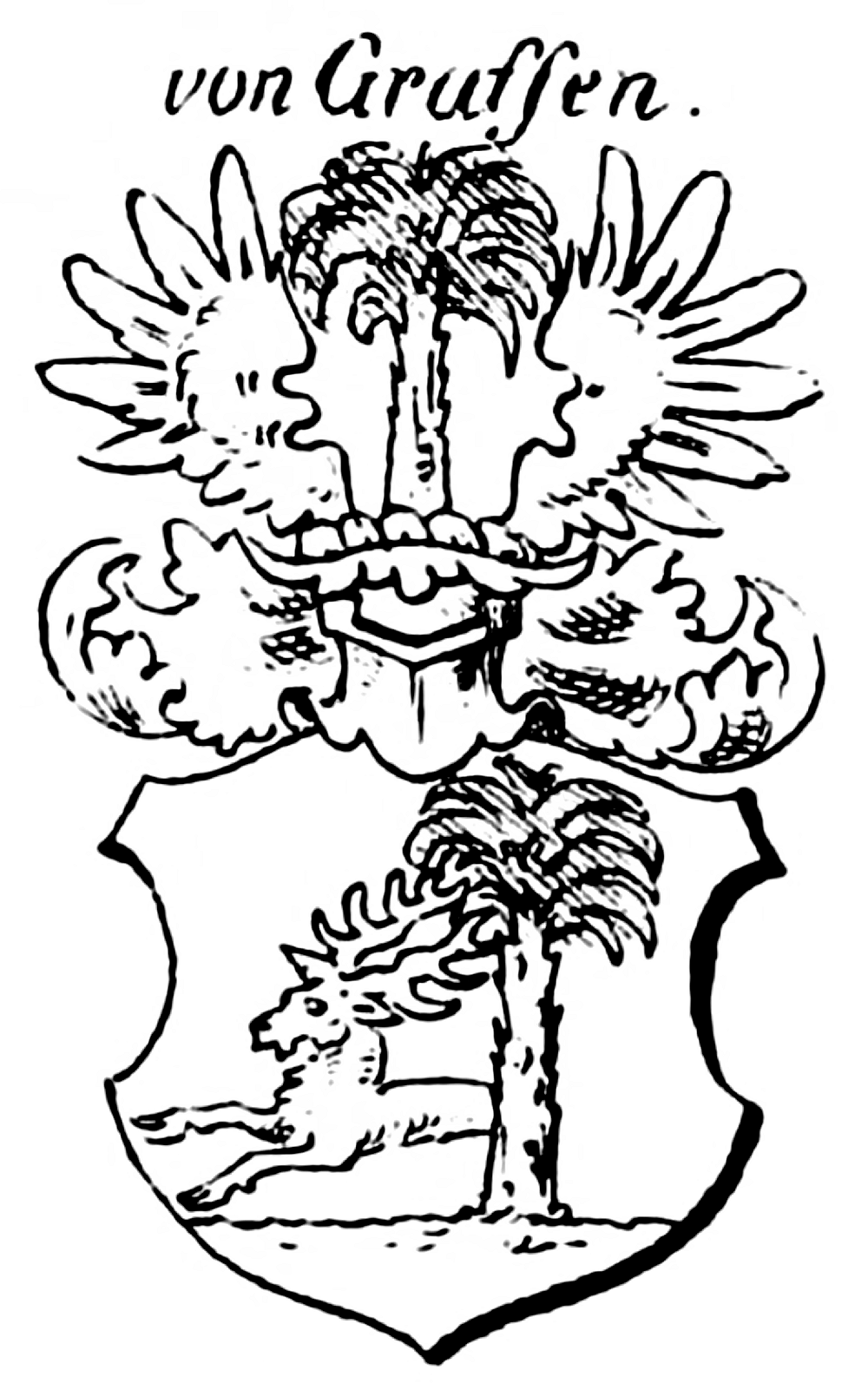
Wappen in Siebmachers Wappenbuch, Bürgerliche
Wappen derer von Graffen
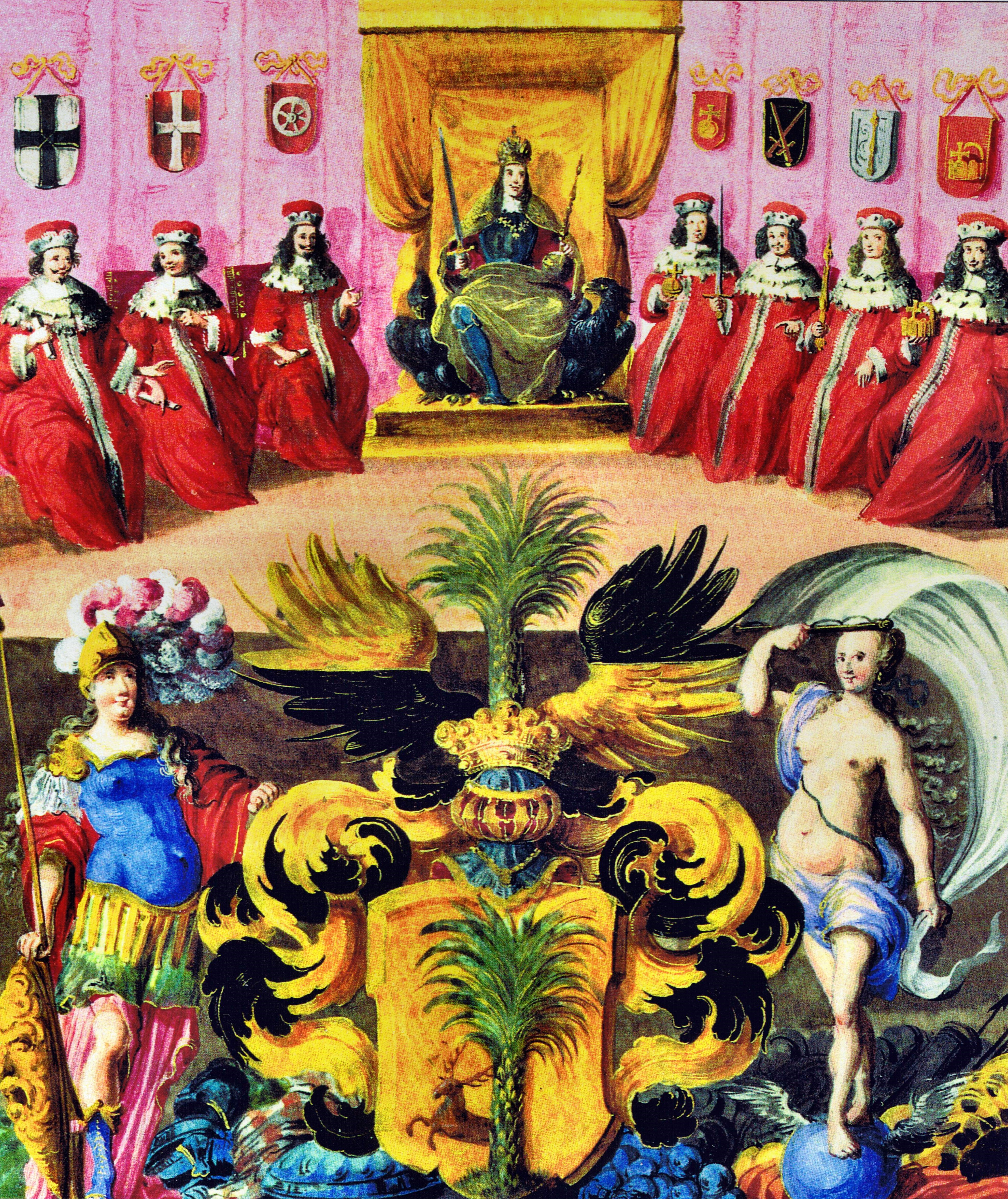
Wappenmalerei aus dem Adelsbrief des Johann von Graffen (* um 1615, † 1663) vom 5. Juni 1662
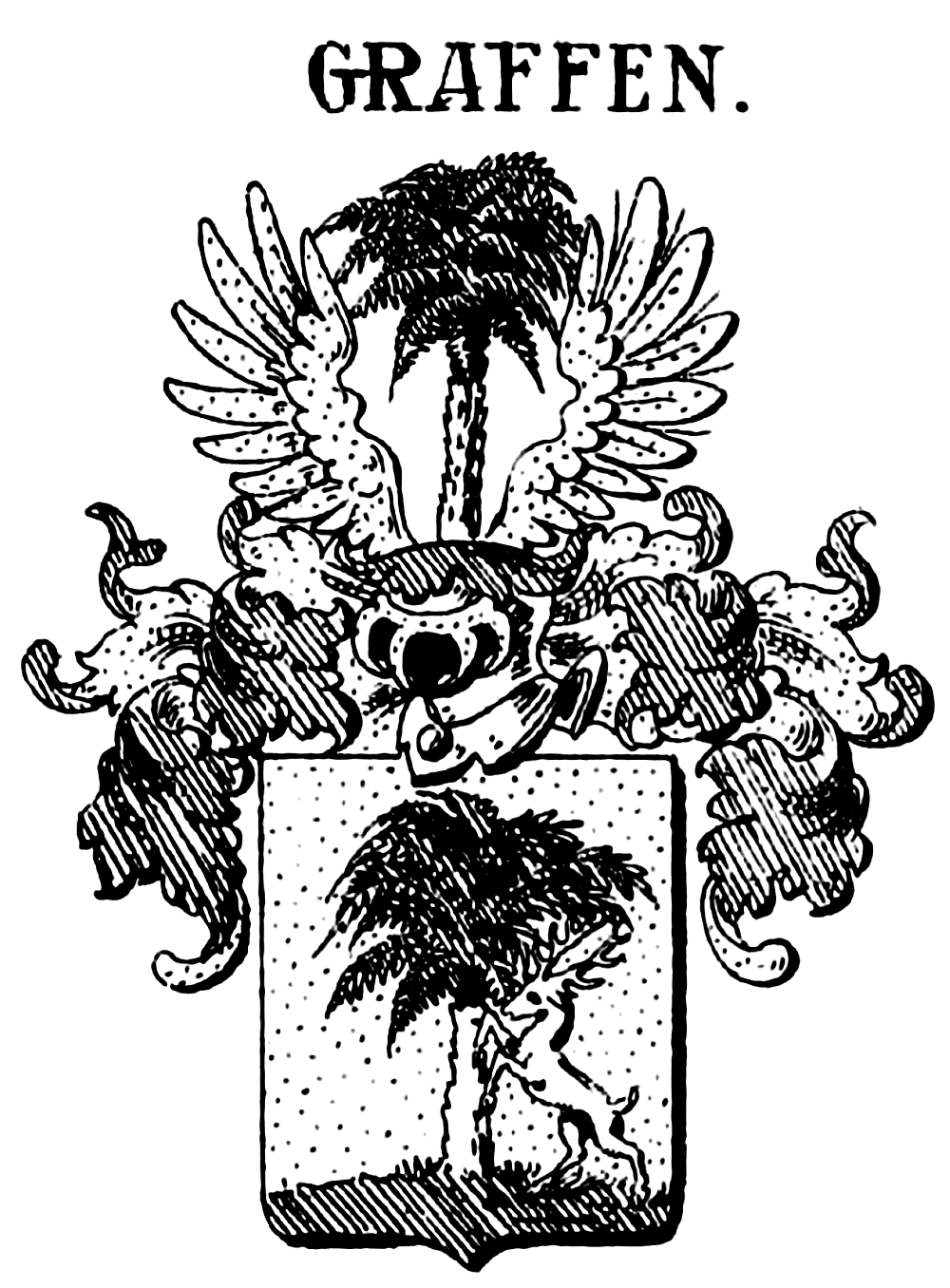
Wappen in Siebmachers Wappenbuch, Preußen
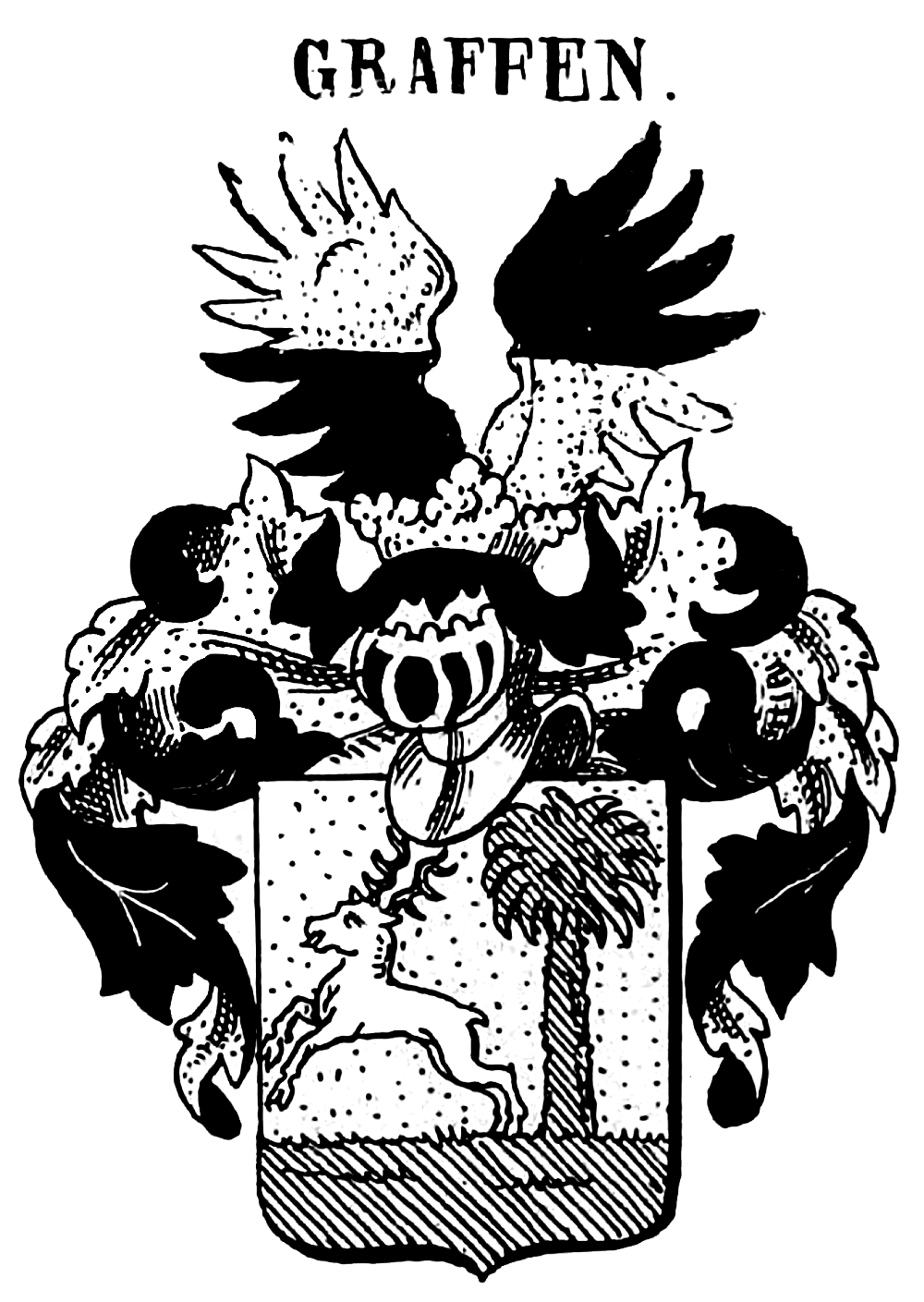
Wappen in Siebmachers Wappenbuch, Hansestädte

## Weitere Namensträger
- Georg Christian von Graffen († 1770), kursächsischer Generalmajor der Kavallerie[5]
- Johann Anton von Graffen, (1741–1807), kaiserlicher Generalmajor[6]
- Friedrich von Graffen (1745–1820), Bürgermeister von Hamburg[7]
- Adolf von Graffen (1791–1847), deutscher Landwirt und Sachbuchautor über Nationalökonomie
- Adolf von Graffen (1851–1937), Generalleutnant und Mitglied des Militärkabinetts
- Carl von Graffen (1793–1852), Hamburger Jurist und Diplomat
- Karl von Graffen (1893–1964), Generalleutnant im Zweiten Weltkrieg und Träger des Ritterkreuzes.
- Michael von Graffen, kanadischer Racketlon-Spieler, im Mai 2008 mit zwei gespielten Turnieren und 540 Punkten auf Platz 132 der Weltrangliste.